# 둥베이 요리
둥베이 요리(東北料理, 중국어 간체자: 东北菜, 정체자: 東北菜, 병음: Dōngběi cài 둥베이차이[*])는 중국 둥베이 지방의 요리로서 중국 요리의 종류 가운데 하나이다. 만주 요리에서 유래한 요리가 많지만 러시아 요리, 베이징 요리, 몽골 요리, 산둥 요리 등의 영향도 큰 편이다. 지역의 혹독한 겨울과 비교적 짧은 생장기 때문에 부분적으로 보존 식품에 대한 의존도가 높은 편이다.
절이기는 매우 흔한 형태의 음식 보존이다. 절인 양배추는 전통적으로 대부분의 가정에서 거대한 진흙 절임통에서 만들어진다. 절임 요리와 관련된 둥베이 요리의 특징으로는 중국의 전통적인 양배추 절임인 쏸차이의 높은 사용 빈도가 있다. 둥베이 요리가 다른 중국 요리의 구별되는 또다른 특징은 해안 지역에서 보다 많은 생채소와 생해산물을 사용하는 것이다. 삶기, 다지기, 볶기는 중국 둥베이 지방에서 널리 볼 수 있는 요리 기법으로서 이 지역의 대표적인 요리를 많이 생산하고 있다.
둥베이 요리에 사용되는 국수, 만터우, 워터우에는 밀, 옥수수 성분이 높은 편이다. 둥베이 요리에서 인기 있는 요리로는 돼지고기·부추 자오쯔, 쏸차이 훠궈, 쿠민·캐러웨이 양고기, 죽, 차예단, 녠더우바오(단팥을 채운 찹쌀빵, 단맛이 나지 않도록 콩을 넣기도 함), 여러 종류의 절임(겨자 뿌리가 매우 인기 있음), 사치마, 옥수수가루죽 등이 있다.
헤이룽장식 둥베이 요리는 강과 인접한 지형으로 인해 송어, 철갑상어와 같은 무채색 생선을 사용한 요리로 유명하다. 지린식 둥베이 요리는 산과 인접한 지형으로 인해 동물을 사용한 요리로 유명한데 법률에 따라 농장에서 사육한 동물만을 사용한다. 랴오닝식 둥베이 요리는 새로 떠오르는 중국 요리로 주목을 받고 있다. 특히 랴오닝성 출신 요리사들은 최근 중국에서 열리는 요리 경연 대회에 지속적으로 입상하고 있다.

## 요리
- 둥베이 훠궈 (东北火锅, 돼지고기 훠궈에 쏸차이를 넣음)
- 뤄쑹탕 (羅宋湯, 보르시)
- 궈바오러우 (锅包肉)
- 둥베이 4대 조림 (东北四大炖)
- 돼지고기 당면 조림 (猪肉炖粉条)
- 닭고기 뽕나무버섯 조림 (小鸡炖榛蘑)
- 가지 메기 조림 (鲇鱼炖茄子)
- 강낭콩 돼지고기 갈비 조림 (排骨炖豆角)
- 둥베이롼둔 (東北亂炖, 감자, 콩, 배추, 가지, 목이와 그 외의 채소에 돼지고기를 함께 넣고 끓임)
- 기름진 돼지고기 선지 소시지 (白肉血肠)
- 디싼셴 (地三鲜, 감자튀김, 풋고추, 가지)
- 곰발찌개 (扒熊掌)
- 채썬 감자 볶음 (酸辣土豆丝)
- 설탕에 졸인 고구마 (拔丝地瓜)
- 체허 (茄盒, 둥글게 자른 가지에 돼지고기, 다진 양파, 생강을 함께 넣고 밀가루 옷을 입힌 다음에 튀겨서 만듬)
- 만터우 (饅頭, 찐빵)
- 워터우 (窝头, 옥수수빵)
- 감자 자오쯔 (土豆饺子)
- 꽃빵 (花卷, 밀가루 반죽을 쪄서 만듬)

## 과자
- 사치마 (沙琪玛)
- 마화 (麻花)
- 용수당 (龙须糖)
- 두사포 (豆沙包)

## 같이 보기
- 쏸차이